# Всеукраїнська музична олімпіада
Всеукраїнська відкрита музична олімпіада «Голос Країни» – найбільші відкриті всеукраїнські комплексні музичні змагання, які проводяться за підтримки Міністерства культури України, Національної спілки композиторів України, Національної академії мистецтв України, Національної музичної академії України імені Петра Чайковського та під патронатом видатного українського композитора, Героя України, народного артиста України, лауреата Національної премії України імені Тараса Шевченка Євгена Станковича. Відмінності Всеукраїнської відкритої музичної олімпіади від інших музичних конкурсів полягають в масовості, широкому територіальному охопленні учасників, багатопрофільності змагань, загальнокомандних заліках, відкритому голосуванні журі, широкому регіональному представництві журі, відкритому конкурсі в члени журі, використанні передових комп'ютерних технологій. З 2014 року у Всеукраїнській відкритій музичній олімпіаді взяли участь понад 3000 учасників з усієї країни.

## Історія
Музичний олімпійський рух в Україні був запалений Першою Київською Хоровою Олімпіадою, яка відбулася у місті Києві 8 листопада 1924 року. Перша Київська Хорова Олімпіада була організована з ініціативи керівника Першої Робітничо-Селянської Капели УСРР «Думка» Нестора Городовенка і за участю Вищої Музично-наукової Ради при Відділі Мистецтв Наркомосвіти УСРР. В Першій Київській Хоровій Олімпіаді брали участь хори м. Києва, які виступили у Оперному Театрі імені Лібкнехта. 
Перша Всеукраїнська музична олімпіада відбулася з 1 по 4 травня 1931 року у місті Харкові (Україна). Організатором олімпіади виступив Наркомосвіти УСРР. У змаганнях взяли участь понад 60 професійних і самодіяльних колективів та понад 2 тисяч виконавців. Музична олімпіада проходила у декілька етапів. Попередні відбіркові змагання пройшли у селах, районах та містах. Особливість олімпіади також полягала в тому, що самодіяльні колективи та професійні виконавці змагалися окремо, незалежно один від одного, можна сказати, в різних дивізіонах.
В журі в хоровій секції працювали такі видатні діячі як: М. Вериківський, Н. Городовенко (на той час керівник Державної Капели “Думка”), головою журі хорової секції був В. Зубравський. В секції струнних оркестрів головою журі працював Смекалкін, а у складі журі були такі музиканти: Гайдамака, Комаренко (керівник оркестру народних інструментів), Я. Розенштейн — керівник Симфонічного оркестру Українського Радіоцентру (нині – Заслужений академічний симфонічний оркестр Національної радіокомпанії України) та інші. В секції духових оркестрів головою журі був Гандельман, у складі журі: Драненко, Овчаренко, Білокопитов та інші. Також в один з днів проведення музичної олімпіади професор І. Браудо прочитав лекцію на музичну тематику.
Обов’язковим твором для виконання для професійних духових оркестрів було оголошено гімн музичної олімпіади – “Урочистий марш” Б. Лятошинського, який  був написаний для духового оркестру. 19 листопада 2017 року вперше за 86 років було організовано виконання “Урочистого маршу” на гала-концерті XIV Всеукраїнської музичної олімпіади “Голос Країни” Національним ансамблем солістів “Київська камерата” під керівництвом народного артиста України В. Матюхіна.  
Цікавий факт, при відкритті першої музичної олімпіади був проведений святковий концерт, присвячений 10-річчю Державної Капели “Думка”. Серед переможців олімпіади було зазначено Полтавську капелу (нині – Національна заслужена капела бандуристів України). Полтавська капела отримала Першу премію олімпіади.
Про Першу всеукраїнську музичну олімпіаду Київською кіностудією був знятий 40-ка хвилинний документальний фільм "Музолімпіада". Режисер фільму Ю. (Й.) Мурін ; оператор М. Глідер, звукооператор П. Штро. Фільм не зберігся.

## Сучасність
У 2014 р. Всеукраїнська відкрита музична олімпіада "Голос Країни" була відроджена за сприянням директора Міжнародної школи мистецтв "Монтессорі центр" Ганни Росенко та Сергія Ночовкіна і в теперішній час проходить раз на рік, восени. Учасники змагаються в шести виконавських олімпійських конкурсах і музично-теоретичній олімпіаді. 
Структура змагань музичної олімпіади:
- інструментальний олімпійський конкурс
- вокальний олімпійський конкурс
- хорова олімпіада
- олімпійський конкурс “З оркестром”
- олімпійський конкурс композиторів
- олімпійський конкурс диригентів
- музично-теоретична олімпіада

В цілому, в музичній олімпіаді змагання проходять в 78 номінаціях, які згруповані в 15 груп номінацій, 12 вікових категоріях (у виконавських олімпійських конкурсах) і 9 вікових категоріях (у музично-теоретичній олімпіаді). 
В музичній олімпіаді можуть брати участь українські та закордонні музиканти. В олімпійському конкурсі диригентів можуть брати участь українські та закордонні диригенти зі спеціальною музичною освітою, а також студенти українських та закордонних вищих музичних навчальних закладів. У музично-теоретичній олімпіаді можуть брати участь учні шкіл мистецтв (початкових спеціалізованих мистецьких навчальних закладів України) і вищих музичних навчальних закладів України I-II рівня акредитації.
До складу журі входять понад 50 осіб, серед яких є народні артисти України, лауреати Національної премії України імені Тараса Шевченка, заслужені артисти України, заслужені діячі мистецтв України, відомі музиканти, композитори, диригенти та провідні педагоги країни. Почесний голова журі музичної олімпіади – народний артист України, лауреат Національної премії України імені Тараса Шевченка Валерій Матюхін. Голосування членів журі в виконавських музичних конкурсах є відкритим.
Головні призи музичної олімпіади - 15 кубків Гран-прі, які розігруються в групах номінацій. Учасники олімпіади також змагаються за право володіти званнями лауреатів і дипломантів олімпіади, які, своєю чергою, розігруються в кожній номінації та віковій категорії. 

За результатами музичної олімпіади підраховуються загальнокомандні заліки серед педагогів, концертмейстерів та навчальних закладів, учні яких беруть участь в олімпіаді, та виявляються переможці, яким вручаються кубки.

Всеукраїнська відкрита музична олімпіада &quot;Голос Країни&quot;
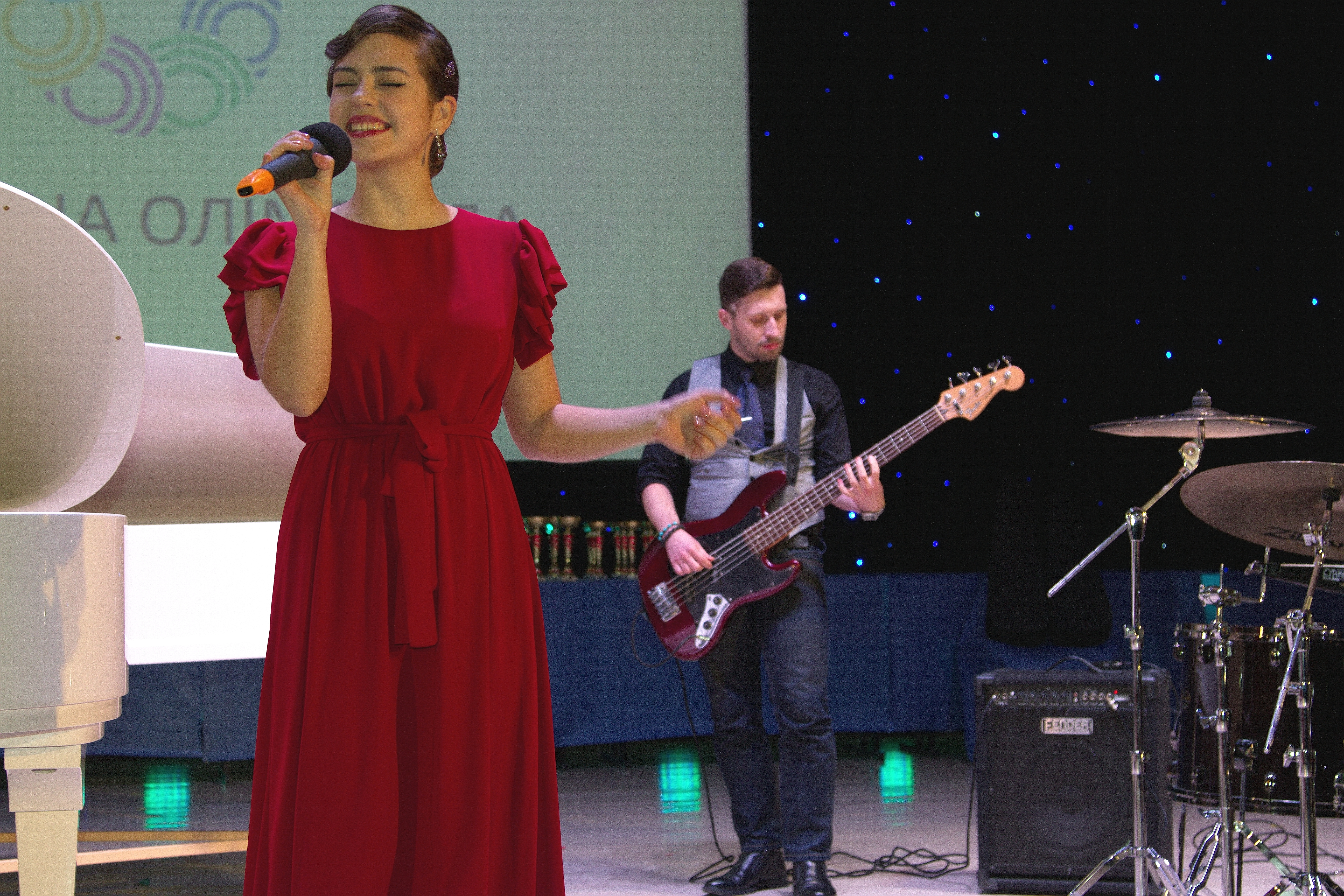
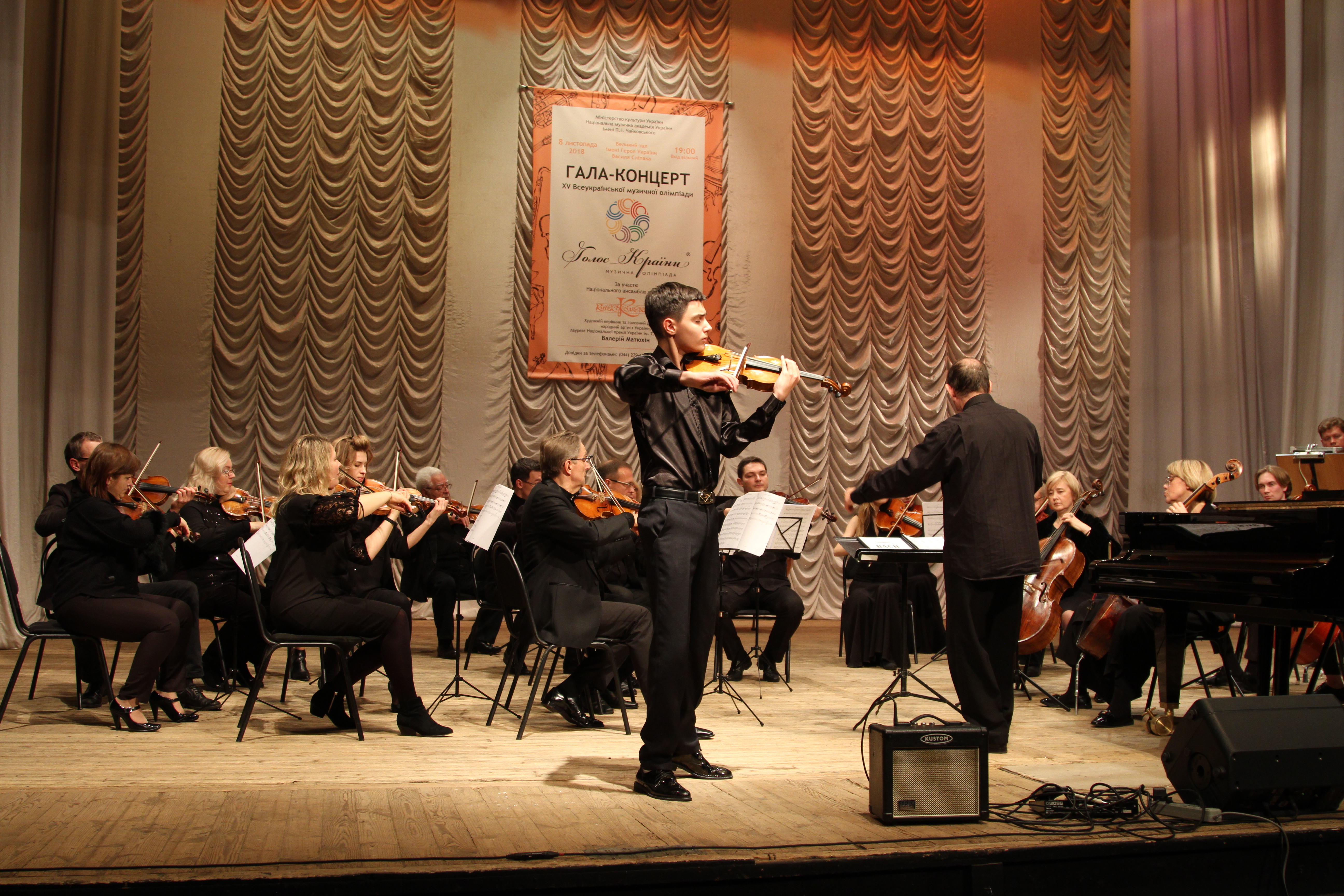
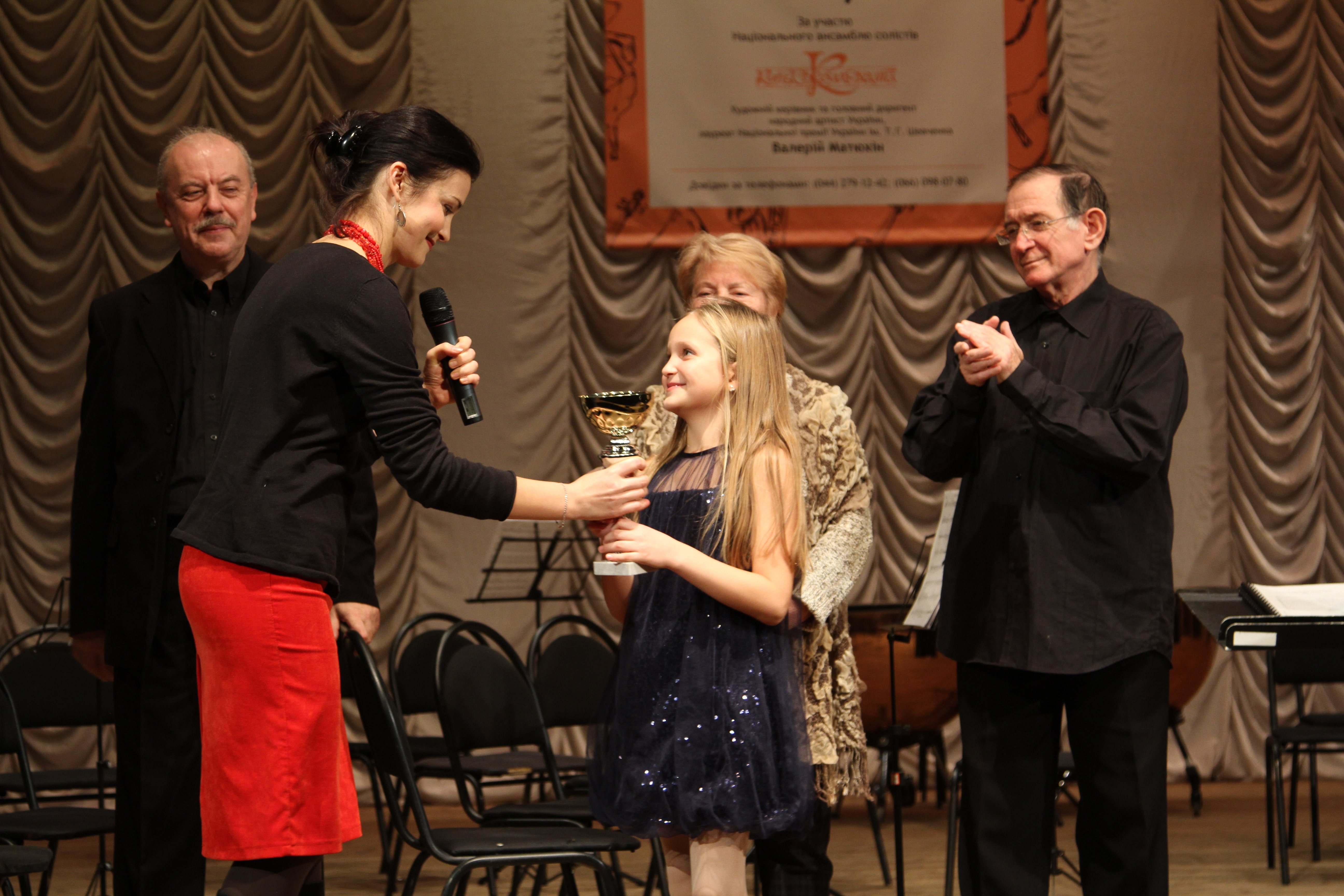
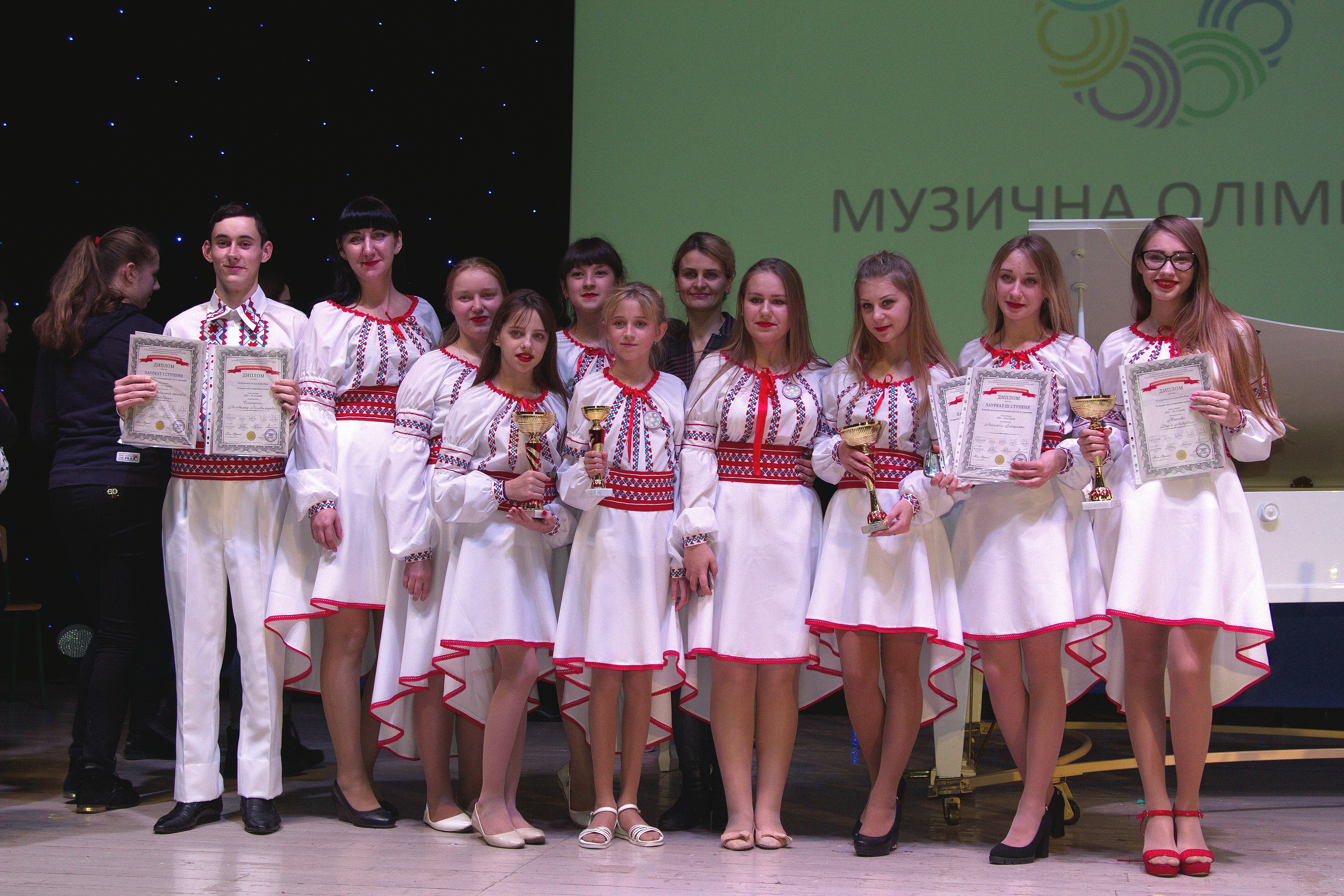
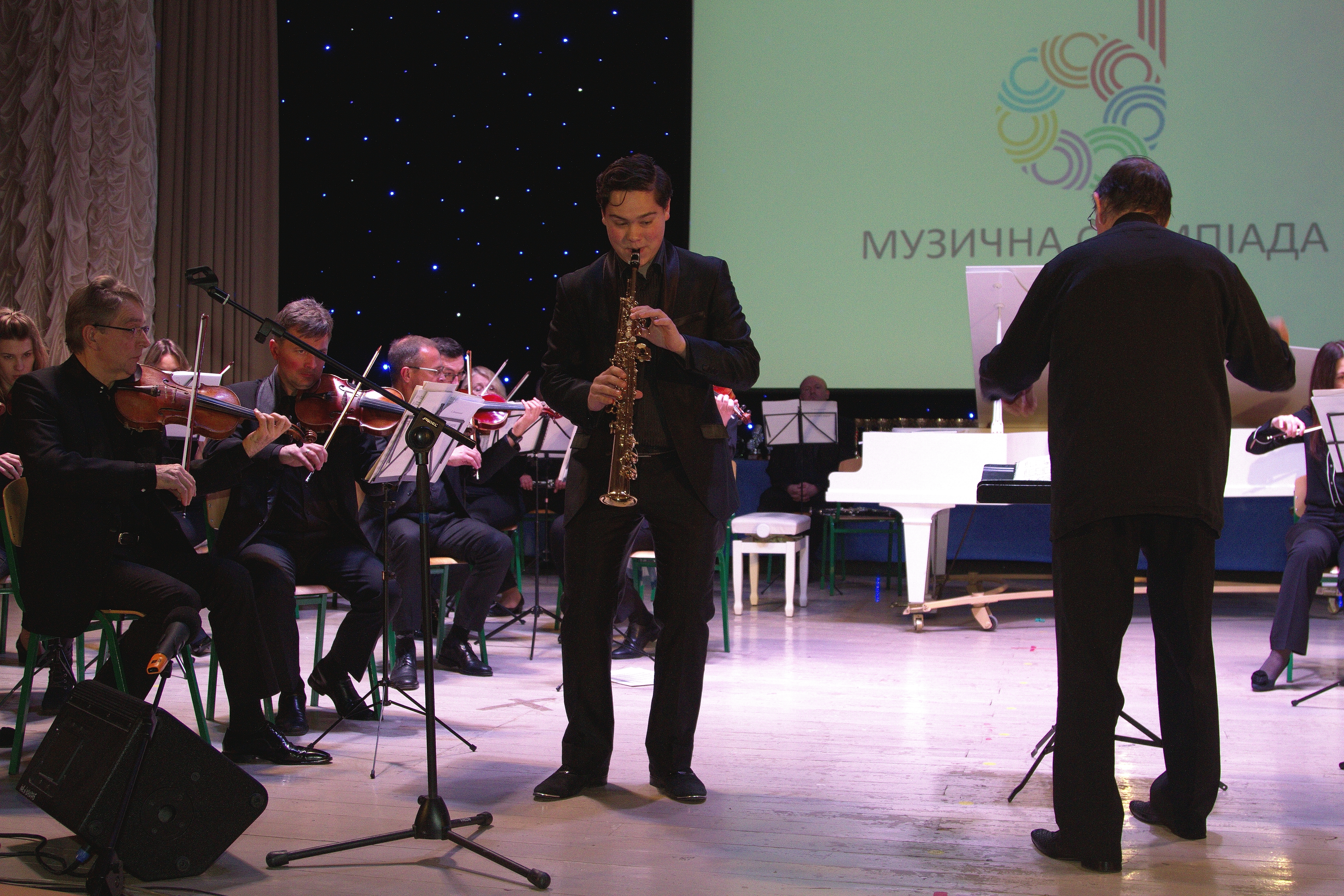
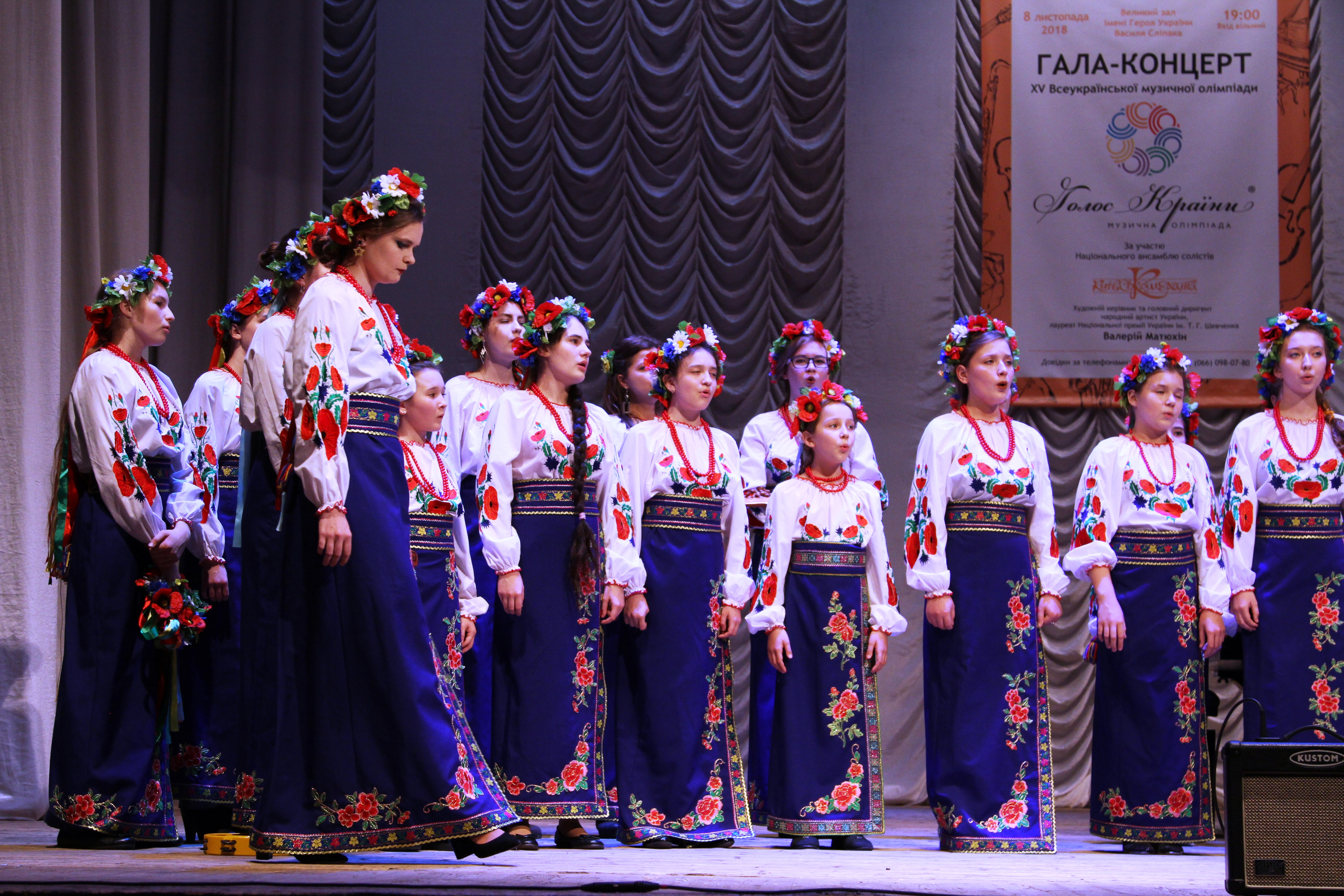
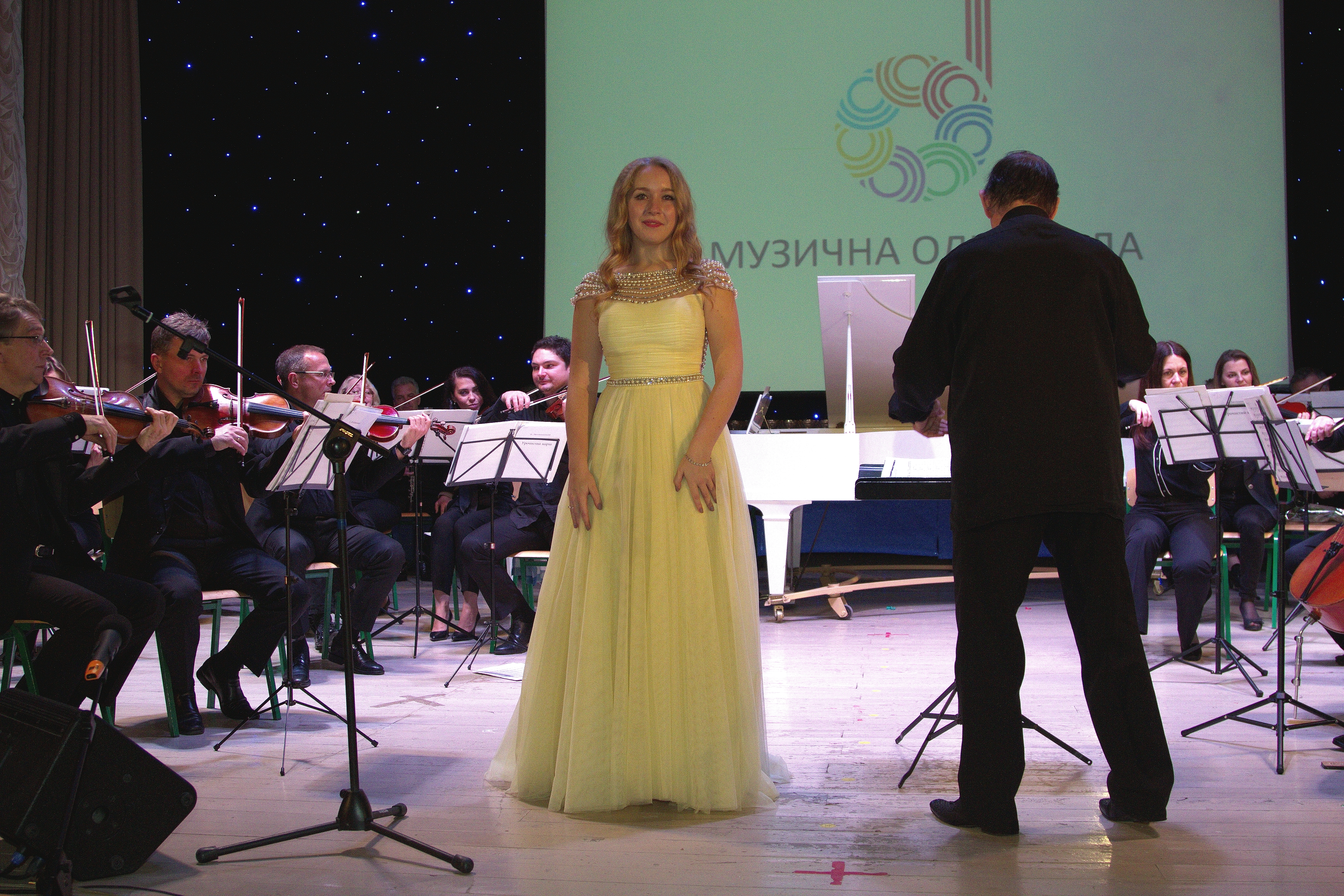
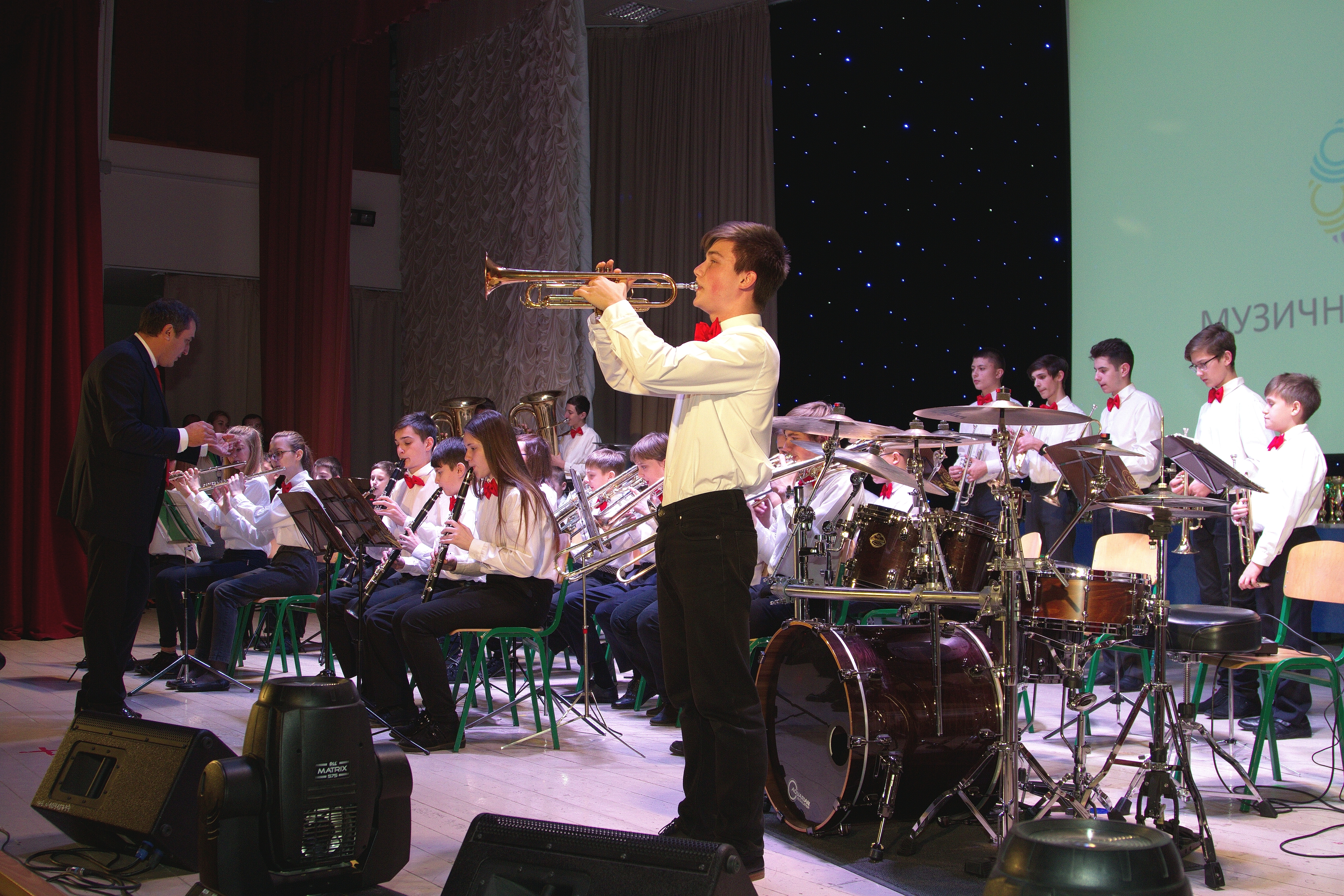

- Всеукраїнська відкрита музична олімпіада &amp;quot;Голос Країни&amp;quot;

## Співорганізатори, патронат, підтримка
Співорганізатори: Національна музична академія України імені Петра Чайковського, громадська організація "Всеукраїнська музична олімпіада"
За підтримки: Міністерства культури України, Національної спілки композиторів України, Національної академії мистецтв України
Під патронатом: народного артиста України, лауреата Національної премії України імені Тараса Шевченка, Героя України Євгена Станковича
Офіційний оркестр: Національний ансамбль солістів «Київська камерата»
Генеральний партнер і спонсор: Міжнародна школа мистецтв "Монтессорі центр"

## Оргкомітет[28]
Співголови оргкомітету: народний артист України Євген Станкович, ректор Національної музичної академії України імені Петра Чайковського Максим Тимошенко, директор Міжнародної школи мистецтв "Монтессорі центр" Ганна Росенко
Члени оргкомітету: народний артист України Валерій Матюхін, заступник директора Національного ансамблю солістів “Київська камерата” Рада Станкович-Спольська, заслужений діяч мистецтв України Леся Олійник, ректор Київського університету імені Бориса Грінченка Віктор Огнев'юк, головний режисер музичної олімпіади Сергій Ночовкін, заслужений артист України Дмитро Таванець

## Символіка
Гасло музичної олімпіади: Presto, Forte, Brillante
Присяги музичної олімпіади:
- Присяга учасників: «Від імені всіх учасників я обіцяю, що ми будемо брати участь в музичній олімпіаді, поважаючи та дотримуючись правил, за якими вона проводиться, в ім'я честі своїх шкіл на славу мистецтва»
- Присяга членів журі: «Від імені всіх членів журі я обіцяю, що ми будемо виконувати наші обов'язки на музичній олімпіаді з повною неупередженістю, поважаючи та дотримуючись правил, за якими вона проводиться, на славу мистецтва»
- Присяга педагогів: «Від імені всіх педагогів я обіцяю, що ми будемо поводитися так, щоб підтримувати чесне змагання, відповідно до основних принципів музичної олімпіади, на славу мистецтва»